# Jagged Little Pill
Jagged Little Pill ist das am 9. Juni 1995 veröffentlichte dritte Studioalbum von Alanis Morissette. Es wurde bis 2008 weltweit etwa 33 Millionen Mal verkauft und gehört damit zu den weltweit meistverkauften Musikalben. Darüber hinaus ist es das weltweit meistverkaufte Alternative-Rock-Album. Der Rolling Stone listete es auf Platz 69 seiner 500 Titel umfassenden Bestenliste. In vielen Ländern erreichte es Platinstatus, in den USA 16 Mal Platin (Diamantstatus), in Großbritannien zehnmal, in Australien 15 Mal Platin, in Deutschland Doppelplatin. Anfang 1996 erhielt Alanis Morissette für das Album die Grammy Awards für das Album des Jahres und das beste Rockalbum.

## Entstehung
Das Album wurde von Glen Ballard produziert, der als Alanis Morissettes Co-Autor und Mentor fungierte. Des Weiteren wirkten Flea und Dave Navarro von den Red Hot Chili Peppers mit.

## Rezeption und Wirkung
Das Album wurde in viele Bestenlisten aufgenommen, so in Robert Dimerys 1001 Albums You Must Hear Before You Die. Hier wurde besonders der Einfluss auf weibliche Singer/Songwriter wie Ani DiFranco, Jewel und Avril Lavigne herausgestellt.

## Titelliste
1. All I Really Want – 4:44
2. You Oughta Know – 4:09
3. Perfect – 3:07
4. Hand in My Pocket – 3:41
5. Right Through You – 2:55
6. Forgiven – 5:00
7. You Learn – 3:59
8. Head over Feet – 4:27
9. Mary Jane – 4:40
10. Ironic – 3:49
11. Not the Doctor – 3:47
12. Wake Up – 4:53

### Bonus-Track/Hidden Track
Einige CDs enthalten als Bonustrack einen 13. Titel mit einer anders gemischten Version von You Oughta Know (auch als Jimmy the Saint Blend bekannt). Nach kurzer Stille folgt als Hidden Track eine A-cappella-Version von Your House.

### You Oughta Know
You Oughta Know wurde als Single am 5. August 1995 veröffentlicht. Das Lied erreichte Platz 22 in Großbritannien und hielt sich dort in den Charts für sieben Wochen. Außerdem gewann die Single bei den Grammy Awards die Preise für „Beste weibliche Gesangsdarbietung - Rock“ und „Bester Rocksong“. 
Der Song, so Morissette, sei eine Abrechnung mit einer schief gelaufenen Beziehung. Der Ex-Partner, der hier beschrieben wird, hat sich nach einer beendeten Beziehung, in der er offensichtlich nicht zufriedengestellt wurde, schnell eine neue Partnerin gesucht, die ebenfalls im Song beschrieben wird. Eifersucht ist mit im Spiel, der alte Partner wird zwar nicht mehr begehrt, aber soll auch keine neue Beziehung eingehen. Der Refrain beschreibt Rachegefühle und auch den Zustand der „verlassenen Geliebten“. 
2009 wurde You Oughta Know von Britney Spears auf ihrer „The Circus Starring: Britney Spears“-Tour gecovert, jedoch nach wenigen Shows wieder aus der Setlist entfernt. The Warning hat im Oktober 2024 eine Live-Coverversion des Songs im Studio von Sirius XM aufgenommen.

## Kommerzieller Erfolg

### Chartplatzierungen
| ChartsChartplatzierungen       | Höchstplatzierung | Wochen |
| ------------------------------ | ----------------- | ------ |
| Deutschland (GfK)              | 3 (90 Wo.)        | 90     |
| Österreich (Ö3)                | 2 (47 Wo.)        | 47     |
| Schweiz (IFPI)                 | 2 (57 Wo.)        | 57     |
| Vereinigte Staaten (Billboard) | 1 (127 Wo.)       | 127    |
| Vereinigtes Königreich (OCC)   | 1 (221 Wo.)       | 221    |

| ChartsJahrescharts (1996) | Platzierung |
| ------------------------- | ----------- |
| Deutschland (GfK)         | 2           |
| Österreich (Ö3)           | 3           |
| Schweiz (IFPI)            | 3           |

| ChartsJahrescharts (1997) | Platzierung |
| ------------------------- | ----------- |
| Deutschland (GfK)         | 66          |

### Auszeichnungen für Musikverkäufe
| Land/Region                  | Auszeichnungen für Musikverkäufe (Land/Region, Auszeichnung, Verkäufe) | Verkäufe    |
| ---------------------------- | ---------------------------------------------------------------------- | ----------- |
| Argentinien (CAPIF)          | Platin                                                                 | 60.000      |
| Australien (ARIA)            | 14× Platin                                                             | 1.020.000   |
| Belgien (BRMA)               | 2× Platin                                                              | (100.000)   |
| Brasilien (PMB)              | 2× Platin                                                              | 500.000     |
| Chile (IFPI)                 | 2× Platin                                                              | 50.000      |
| Dänemark (IFPI)              | 9× Platin                                                              | (180.000)   |
| Deutschland (BVMI)           | 2× Platin                                                              | (1.000.000) |
| Europa (IFPI)                | 7× Platin                                                              | 7.000.000   |
| Finnland (IFPI)              | Platin                                                                 | (65.860)    |
| Frankreich (SNEP)            | Platin                                                                 | (300.000)   |
| Griechenland (IFPI)          | Gold                                                                   | (15.000)    |
| Hongkong (IFPI/HKRIA)        | 2× Platin                                                              | 40.000      |
| Indonesien (ASIRI)           | Platin                                                                 | 50.000      |
| Irland (IRMA)                | 12× Platin                                                             | (180.000)   |
| Israel (IFPI)                | Gold                                                                   | 20.000      |
| Italien (FIMI)               | 6× Platin                                                              | (600.000)   |
| Japan (RIAJ)                 | Platin                                                                 | 500.000     |
| Kanada (MC)                  | 2× Diamant                                                             | 2.000.000   |
| Malaysia (RIM)               | 3× Platin                                                              | 150.000     |
| Mexiko (AMPROFON)            | 3× Platin                                                              | 750.000     |
| Neuseeland (RMNZ)            | 14× Platin                                                             | 210.000     |
| Niederlande (NVPI)           | 4× Platin                                                              | (320.000)   |
| Norwegen (IFPI)              | Platin                                                                 | (50.000)    |
| Österreich (IFPI)            | 2× Platin                                                              | (100.000)   |
| Philippinen (PARI)           | 6× Platin                                                              | 240.000     |
| Polen (ZPAV)                 | Gold                                                                   | (50.000)    |
| Portugal (AFP)               | 2× Platin                                                              | (40.000)    |
| Schweden (IFPI)              | 2× Platin                                                              | (200.000)   |
| Schweiz (IFPI)               | Platin                                                                 | (50.000)    |
| Singapur (RIAS)              | 5× Platin                                                              | 75.000      |
| Spanien (Promusicae)         | 3× Platin                                                              | (300.000)   |
| Südkorea (KMCA)              | Platin                                                                 | 30.000      |
| Taiwan (RIT)                 | Platin                                                                 | 50.000      |
| Thailand (TECA)              | Platin                                                                 | 50.000      |
| Tschechien (IFPI)            | 2× Platin                                                              | (100.000)   |
| Vereinigte Staaten (RIAA)    | 17× Platin                                                             | 17.000.000  |
| Vereinigtes Königreich (BPI) | 10× Platin                                                             | (3.000.000) |
| Insgesamt                    | 3× Gold · 130× Platin · 3× Diamant ·                                   | 30.005.000  |

Hauptartikel: Alanis Morissette/Auszeichnungen für Musikverkäufe

## Auszeichnungen
- Juno Award in der Kategorie Best Rock Album